# Campionati tedeschi di ski cross 2011
I Campionati tedeschi di ski cross 2011 si sono svolti a Mittenwald il 27 febbraio. Il programma ha incluso sia la gara femminile che la gara maschile. 
Trattandosi di competizioni valide anche ai fini del punteggio FIS, vi hanno partecipato anche sciatori di altre federazioni, senza che questo consentisse loro di concorrere al titolo nazionale tedesco.

## Risultati

### Uomini
| Pos. | Atleta           | Nazione   |
| ---- | ---------------- | --------- |
| 1    | Simon Stickl     | Germania  |
| 2    | Daniel Bohnacker | Germania  |
| 3    | Scott Kneller    | Australia |
| 4    | Paul Eckert      | Germania  |
| 5    | Mathias Woelfl   | Germania  |

### Donne
| Pos. | Atleta             | Nazione  |
| ---- | ------------------ | -------- |
| 1    | Heidi Zacher       | Germania |
| 2    | Alexandra Grauvogl | Germania |
| 3    | Anna Woerner       | Germania |
| 4    | Sarah Mooser       | Austria  |
| 5    | Sabrina Weilharter | Germania |